# Alastair Cameron
Alastair Graham Walter Cameron (* 21. Juni 1925 Winnipeg, Manitoba, Kanada; † 3. Oktober 2005 in Tucson, Arizona, USA) war ein Astrophysiker.
Zu seinen bekanntesten Arbeiten gehören Theorien über Nukleosynthese, insbesondere die Bildung des instabilen Elementes Technetium im Kern von Roten Riesen, sowie über das Verschwinden der ursprünglichen Atmosphäre der Erde.
Der öffentliche Einsatz von Cameron beeinflusste den Kurs des US-Planeten-Forschungsprogramms über die letzten Jahrzehnte.
Alastair Cameron wurde 1925 in der kanadischen Stadt Winnipeg geboren. Nach seiner Ausbildung in Manitoba und Saskatchewan emigrierte er 1959 in die USA, wo er Posten am California Institute of Technology, dem Goddard Institute for Space Studies und an der Yeshiva University in New York erhielt. Im Jahr 1973 wurde er Professor für Astronomie an der Harvard University und blieb dort 26 Jahre lang. Cameron war ferner von 1976 bis 1982 Vorsitzender des Space Science Board of the National Academy of Sciences. 1972 wurde er Fellow der American Physical Society, 1974 wurde er in die American Academy of Arts and Sciences gewählt, 1976 in die National Academy of Sciences.
Cameron starb 2005 an Herzversagen.

## Auszeichnungen
- 1970 R.M. Petrie Prize Lecture Award der Canadian Astronomical Society
- 1983 NASA Distinguished Public Service Medal
- 1988 J. Lawrence Smith Medal der National Academy of Sciences
- 1989 Harry H. Hess Medal der American Geophysical Union
- 1991 Namensgeber für den Asteroiden (2980) Cameron[1]
- 1994 Leonard Medal der Meteoritical Society
- 1997 Henry Norris Russell Lectureship der American Astronomical Society
- 2006 Hans-A.-Bethe-Preis

Fünf Tage vor seinem Tode wurde bekannt, dass er im Jahr 2006 den Hans-Bethe-Preis erhalten sollte. Diese Forschungen zur nuklearen Astrophysik waren damals zwar schon 50 Jahre her, zählten aber immer noch zu deren Grundlagen.